# Italiens Grand Prix 1954
Italiens Grand Prix 1954 var det åttonde av nio lopp ingående i formel 1-VM 1954.  

## Resultat
- 1 Juan Manuel Fangio, Mercedes-Benz, 8 poäng
- 2 Mike Hawthorn, Ferrari, 6
- 3 Umberto Maglioli, Ferrari[6], 2
- = José Froilán González, Ferrari[6], 2
- 4 Hans Herrmann, Mercedes-Benz, 3
- 5 Maurice Trintignant, Ferrari, 2
- 6 Fred Wacker, Gordini
- 7 Peter Collins, Vanwall
- 8 Louis Rosier, Maserati
- 9 Sergio Mantovani, Maserati
- 10 Stirling Moss, Maserati
- 11Jorge Daponte, Jorge Daponte (Maserati)

### Förare som bröt loppet
- Alberto Ascari, Ferrari (varv 38, motor)
- Luigi Villoresi, Maserati (42, koppling)
- Karl Kling, Mercedes-Benz (36, olycka)
- Roberto Mières, Maserati (34, upphängning)
- Luigi Musso, Maserati (32, transmission)
- José Froilán González, Ferrari[3] (16, växellåda)
- Robert Manzon, Ecurie Rosier (Ferrari) (16, motor)
- Clemar Bucci, Gordini (13, transmission)
- Jean Behra, Gordini (2, motor)

### Förare som ej startade
- Giovanni de Riu, Giovanni de Riu (Maserati)